# .hack//G.U.
.hack//G.U. es una serie de videojuegos de rol de acción de un solo jugador para PlayStation 2, desarrollados por CyberConnect2 y publicados por Bandai Namco Entertainment entre 2006 y 2007. La serie abarca tres videojuegos diferentes: .hack//G.U. Vol. 1//Rebirth, .hack//G.U. Vol. 2//Reminisce y .hack//G.U. Vol. 3//Redemption. Al igual que los videojuegos  anteriores de la serie .hack, .hack//G.U. simula el entorno de un videojuego de rol multijugador masivo en línea (MMORPG) llamado The World: el jugador controla a un personaje que juega a ese videojuego ficticio en línea. Fueron dirigidos por Hiroshi Matsuyama, cuyo objetivo era abordar las críticas sobre la serie anterior. Su narrativa, de Tatsuya Hamazaki, fue escrita al mismo tiempo que .hack//Roots, una serie anime ambientada antes de los acontecimientos de estos videojuegos.
La historia se enfoca en un personaje llamado Haseo. Él esta tratando de rastrear a otro jugador llamado "Tri-Edge" que mató al personaje de su amiga Shino dentro del videojuego y esto misteriosamente la dejó en coma en la vida real. Haseo se une a una organización que también realiza un seguimiento de las actividades de Tri-Edge. La razón por la que Shino y otros jugadores caen en coma está relacionada con AIDA, una misteriosa anomalía informática que infecta a sus personajes. Durante el lanzamiento de esos juegos en Japón, Bee Train produjo .hack//Roots, que describe los primeros días de Haseo en The World. Estos videojuegos también han sido adaptados al formato manga, novela ligera y una película animada.
La recepción crítica de los videojuegos ha sido tibia y los críticos profesionales se enfocaron en cómo los desarrolladores abordaron los problemas relacionados con los videojuegos anteriores de .hack y la ejecución de la historia en los tres títulos. El primer videojuego obtuvo calificaciones más altas; los críticos profesionales elogiaron la adición de características de juego nuevas, mientras que partes de la historia han sido etiquetadas como "relleno". Las puntuaciones promedio disminuyeron a lo largo de los tres videojuegos. Una remasterización en alta definición de la trilogía, .hack//G.U. Last Recode, se puso a la venta para PlayStation 4 y Microsoft Windows en noviembre de 2017 y más tarde para Nintendo Switch en marzo de 2022. Esa remasterización marca la primera vez que .hack//G.U. fue distribuida oficialmente en Europa. Esta colección recibió más elogios que la trilogía original por resolver problemas con la jugabilidad y la presentación, pero fue criticada por la falta de variedad en sus mazmorras.

## Jugabilidad
.hack//G.U. simula un entorno de videojuego de rol multijugador masivo en línea (MMORPG); los jugadores asumen el papel de un participante en un videojuego ficticio llamado The World. Mientras está dentro de The World, el jugador controla al personaje jugador en pantalla, Haseo, desde una perspectiva en tercera persona (con modo opcional en primera persona). El jugador puede controlar la cámara usando la palanca analógica derecha del control. Dentro del videojuego ficticio, los jugadores exploran campos y mazmorras infestados de monstruos, así como "Root Towns" que están libres de combate. También pueden "cerrar sesión" en el videojuego ficticio y regresar a una interfaz de escritorio de computadora que incluye correo electrónico, noticias y tableros de mensajes dentro del videojuego, así como opciones de personalización de música de fondo y de escritorio. En Reminisce, estará disponible un juego de cartas opcional llamado "Crimson VS". El jugador puede grabar la partida en una tarjeta de memoria tanto desde el escritorio como dentro de The World en una tienda de guardado. Después de que el jugador completa el videojuego, aparece una de bandera de datos en el icono de archivo guardado, que permite la transferencia de todos los aspectos del personaje del jugador y de los integrantes del grupo al siguiente videojuego de la serie. Esto también se puede aplicar a videojuegos anteriores si el jugador terminó primero Reminisce o Redemption.
Root Towns son áreas que no son de combate dentro de The World. Allí el jugador puede reabastecerse de artículos, comprar equipo u charlar e intercambiar con otros "jugadores" que participan de The World. El jugador también puede realizar misiones opcionales y visitar gremios de videojugadores. Una característica clave de todas las ciudades es la Puerta del Caos. Este portal azul se utiliza para viajar entre pueblos (llamados "servidores"), así como para acceder a los campos y mazmorras donde se desarrollan las batallas. Un sistema de contraseñas controla las características de cada zona. Dependiendo de las características de cada palabra en la frase de tres palabras, el área resultante puede tener diferentes atributos como prevalencia de monstruos u objetos, entre otras características.
.hack//G.U. caen en la categoría de videojuegos de rol de acción; los jugadores atacan monstruos en tiempo real. Sin embargo, la acción se detiene cada vez que se abre el menú para seleccionar alguna magia para conjurar, elementos para usar o habilidades para activar. El jugador sólo controla directamente a Haseo; los demás personajes están controlados por la inteligencia artificial del propio videojuego. El jugador puede proporcionar pautas de guía ("Libre albedrío" total, desencadenar "Rabia", resguardar "Salud", etc.) o emitir órdenes directas (por ejemplo, lanzar una magia particular a un enemigo particular) a los personajes controlados por inteligencia artificial. Los monstruos deambulan libremente por los entornos o resguardan cofres de tesoro. Una vez que se inicia el combate, mediante un "ataque sorpresa" o si se detecta al jugador, se erige un muro alrededor del área de combate para evitar el escape. Las armas le otorgan al jugador acceso a la función Skill Trigger que le permite a Haseo realizar un ataque poderoso. En su nivel de poder inicial, Haseo sólo puede empuñar dos espadas cortas; se gana el derecho de equipar armas adicionales como espadas y guadañas a medida que progrese en la partida. En Reminisce, obtiene la capacidad de cambiar instantáneamente de arma en medio del combate y escanear al enemigo en busca de debilidades en las armas. Si un grupo realiza un gran combo contra un enemigo y uno de esos golpes es un ataque normal, la víctima queda vulnerable a un tipo mejorado de Skill Trigger llamado "Rengeki" al realizar el ataque normal. Los ataques de Rengeki infligen el doble de daño, otorgan una bonificación de puntos de experiencia y llenan el indicador de moral del grupo agresor, lo que le permite usar un ataque combo. Ciertas peleas relacionadas con la trama principal, llamadas "batallas de Avatar", utilizan una interfaz diferente que incorpora elementos de shoot 'em up. Después de agotar la salud del oponente, los jugadores deben cargar un "Data Drain" para finalizar la batalla.

## Trama
.hack//G.U. transcurre en una versión alternativa de la Tierra en el año 2017. Como se muestra en la primera serie de videojuegos .hack, la "segunda crisis de la red" fue un incidente que ocurrió hace siete años en el que muchos sistemas informáticos en todo Japón funcionaron mal. Gracias a los esfuerzos del héroe de esos videojuegos, Kite, el incidente resultó en el nacimiento de Aura, la inteligencia artificial (IA) definitiva, capaz de tomar decisiones por sí misma. Bajo la dirección de Aura, The World, el MMORPG más popular en ese momento, florece y los eventos de .hack//Legend of the Twilight ocurren durante este período de cuatro años.
A finales de 2014, Aura desaparece, lo que provoca el lento deterioro del videojuego The World y de Internet en su conjunto. En respuesta, la empresa que administra The World, CC Corp, pone en marcha el "Proyecto G.U." y les asigna la tarea de solucionar el problema. Se les ocurre el "Plan RA" (Restore Aura; español: Restaurar Aura), en el que intentan recuperar los fragmentos de Morganna, una IA que sirvió como la "madre" de Aura, y sellarlos en personajes jugadores (PCs = player characters) de The World. En teoría, esto le permitiría a los programadores del Proyecto G.U. manipular el programa Morganna para recrear a Aura. Sólo ciertos jugadores "elegidos" podían controlar estos "Epitaph PC" especiales.
Después de localizar candidatos para operar las PC Epitaph, el equipo procede a probar el Plan RA a pesar de las preocupaciones sobre "antiexistencias" que podrían dañar Internet. El programa falla catastróficamente y destruye más del 80% de los datos de The World. En lugar de intentar recuperar los datos, CC Corp desarrolla The World R:2 y lo lanza a una nueva generación de jugadores. Sin embargo, este videojuego nuevo es menos popular que su predecesor y está plagado de "asesinos de jugadores" (PKs = player killers), jugadores que atacan a otros jugadores solo por diversión y deporte. Las PC Epitaph que se habían perdido durante el desastre del Plan RA resurgen en la versión nueva, adjuntas a ciertos jugadores de interés.

## Personajes
Los primeros ocho personajes que se mencionan, conocidos como el 8 infinito, conservan los mismos títulos que los de las ocho fases de la serie original de .hack. El “8 infinito” también son conocidos como los “ocho usuarios Epitaph”:
- Haseo, the Terror of Death (ハセヲ Haseo?) (Ryou Misaki) - Adept Rogue: Es el protagonista del juego y uno de los guerreros más poderosos de The World. Durante sus primeros meses jugando, se convirtió en uno de los más reconocidos y temidos PKKs "The Terror of Death" conocido así por eliminar hasta 100 PKs juntos. Se unió al clan "Brigada del Crepúsculo" en la cual Ovan era líder y en donde se enamora de Shino, la colíder del clan, hasta que esta es Pkeada por un misterioso PK llamado Tri-Edge. El impacto del ataque de Tri-Edge no solo afecta al personaje de Shino, sino que la deja en coma en la vida real. Desde entonces, Haseo busca a Tri-Edge para vengarse y encontrar una manera de salvar a Shino (convertida en un "Usuario Perdido"), además de restaurar todos sus poderes y el nivel que tuvo durante su vida de antaño. Sin saberlo desde un inicio, Haseo es uno de los 8 usuarios Epitaph, controla al Avatar Skeith, "The Terror of Death" (phase 1) y puede adquirir un Arma Perdida. Haseo es frío y un poco antisocial, pero cuando logra acercarse a alguien lo protegerá hasta el final.

-En combate: Haseo es el más versátil de todos los combatientes en su grupo. Al ser un Adept Rogue puede utilizar múltiples armas en combate, como espadas dobles, guadañas y espadones, compartiendo los roles de Twin Blade, Flick Reaper y Edge Punisher. Tiene un HP respetable y posee grandes cantidades de SP para su rol, sus defensas son bastantes respetables. Además posee el poder de Skeith y poder combatir contra otros usuarios Epitaph con mucha facilidad.
- Atoli, the Mirage of Deceit (Chigusa Kusaka) (アトリ Atori?) - Harvest Cleric: Es una chica sensible, con autoestima algo baja, pero fuerte por dentro. Atoli se une al grupo durante el vol.1, durante los primeros minutos del juego. Pertenece al clan "Moon Tree", en donde idolatra a su colíder Sakaki, a quien le pide consejos y acude a él cuando tiene un problema. Haseo permitió que la acompañe desde un inicio, solo porque su personaje se parece al de Shino, al darse cuenta de la verdad Atoli intenta detener a Tri-Edge por su cuenta, pero es derrotada. Haseo, Kuhn y Pi logran salvarla, aunque AIDA logra infectarla con el virus paralizando uno de sus brazos. Es curada momentos después y acompaña a Haseo durante su búsqueda, en el cual empieza a desarrollar sentimientos por él.  Es uno de los usuarios Epithap (y ella puede usar, pero no controlar, a su Avatar, Innis "The Mirage of Deceit"(phase 2) en .hack//G.U. vol. 2 debido a la infección causada en ella por el AIDA de Sakaki), además puede adquirir un Arma Perdida.

-En combate: Atoli tiene uno de los valores de SP más grandes de los combatientes ya que es un Harvest Cleric. Se especializa sobre todo en la magia blanca, pero tiene bajas cantidades de HP y su defensa es algo mediocre. Logra compararse en magia frente a Sakubo, pero es inferior a Shino. Además posee el poder de Innis y poder combatir contra otros usuarios Epitaph con mucha facilidad.
- Kuhn, the Propagation (クーン Kūn?) - Steam Gunner: Es un hombre seductor, con el objetivo de lograr la paz en The World y recuperar a las víctimas de AIDA. Kuhn se une al grupo en el vo.1 mientras Haseo intenta unirse al clan de Silabus "Canard". Es un miembro del clan "Raven" y parte del proyecto G.U. cuyo objetivo es destruir AIDA. Antes él era el guildmaster de Canard, pero, al unirse a G.U., debió renunciar. Kuhn tiene una obsesión con las mujeres y en varias ocasiones se lo ve coqueteando pero siempre es interrumpido por Pi o Haseo. Kuhn estuvo desconforme con la actitud de Haseo al despertar a Skeith, ya que los Epitaph corrompen al usuario si estos lo usan en exceso. Durante los primeros momentos, Kuhn participa en varias misiones intentando encontrar indicios de AIDA y hallar un punto débil. El controla al Avatar Magus The Propagation (phase 3) y puede adquirir un Arma Perdida.

-En combate: Kuhn ataca con bastante agilidad durante largas y cortas distancias debido a su rol como Steam Gunner. Su HP no es tan alto, pero mantiene las distancias prudentemente para que los enemigos no logren dañarlo. No domina la magia, pero puede ser aprendida por el jugador. Además posee el poder de Magus y poder combatir contra otros usuarios Epitaph con mucha facilidad
- Yata, the Prophet (八咫 Yata?) (Takumino Hino) - Macabre Dancer: Yata es un administrador del sistema y el líder del proyecto G.U. el cual tiene el objetivo de usar a los usuarios Epitahp para destruir AIDA. Yata se une al grupo antes de la gran batalla contra AIDA, el te da personalmente so correo electrónico. Yata maneja y lidera a los usuarios Epitaph, quien siente mucho aprecio por ellos pero a veces no toma las decisiones correctas, a pesar de ser un hombre sabio. Es el líder del clan Raven. Permitió que Haseo pertenezca a su clan con la promesa de que Yata encuentre a Tri-Edge a cambio de que Haseo colabore con él. Ovan despierta al Avatar de Yata y lo hace perder el control. El controla al Avatar Fidchell the prophecy (phase 4) y puede adquirir un Arma Perdida.

-En combate: Yata posee uno de los roles más complicados de The World. Al ser un Macabre Dancer, Yata destaca en el poder mágico sobre el físico y el ataque mágico sobre el físico pero puede combinar ambos para crear mezclas de daño increíblemnte poderosas. Sus defensas son equilibradas y su poder físico es igual al mágico. Además posee el poder de Macha y poder combatir contra otros usuarios Epitaph con mucha facilidad
- Sakubo, the Machinator (朔望 Sakubō?) (Iori Nakanishi) - Shadow Warlock: Sakubo es una niña de 6 años. Sakubo se une al grupo en el vol.2 después de uno de los torneos de Lumina Cloth junto a Endrance". A pesar de que ella afirma ser dos personajes diferentes, en realidad Sakubo está conformada por dos personalidades diferentes: "Saku" y "Bo". Mientras que Saku es una niña chillona, enojona, mandona y respeta a Endrance, a quien llama "Maestro En" por respeto y admiración, Bo es una niña introvertida, tímida y de pocas palabras que trata de mantener a raya a Saku. Haseo la conoció en el vol. 1 con la personalidad de Bo, pero después este se extraña al ver su cambio de actitud (ya que en ese momento era Saku quien tenía el dominio). Sakubo se une a Haseo en un intento de proteger a The World. Controla al Avatar Gorre the Machinator (phase 5) y puede adquirir un Arma Perdida.

-En combate: Sakubo posee grandes cantidades de SP al ser una Shadow Warlock. A contrariedad de Atoli, Sakubo se enfoca más en la magia negra y ataca con ella con gran facilidad. Es bastante ágil y posee unas defensas decentes para su rol. Sin embargo, su HP es bajo al igual que su ataque físico. Una de las mejores opciones de combatientes. Además posee el poder de Gorre y poder combatir contra otros usuarios Epitaph con mucha facilidad
- Endrance, the Temptress (エンデュランス Enduransu?) - Blade Brandier: Es un jugador con tanta habilidad y energía que él se considera mejor que muchos entre los mejores jugadores de The World. Endrance se une al grupo en el vol.2 después de uno de los torneos de Lumina Cloth junto a Sakubo". Fue el Emperador del Demon Palace del Lumina Cloth y cuenta con una gran cantidad de fanes. Sin embargo, es sumamente frío y aparentemente solo muestra cariño por el gato que lleva en su hombro, Mía. Endrance ha ganado todas sus peleas en el Demon Palace usando su Avatar. En Hack//G.U. vol. 1, Endrance fue derrotado por Haseo en el Demon palace. Justo después de su derrota, el gato que llevaba en su hombro revela su identidad, que era AIDA. Endrance desaparece en todo el Vol. 1. En el Vol. 2, Haseo buscaba a endrance porque Alkaid se lo pidió. Haseo logra encontrar a Endrance en un lago congelado y le pide que lo ayude en el torneo. Endrance ayuda a Haseo y junto a Sakubo se unen al viaje de Haseo, el usa el Avatar Macha the Temptress (phase 6) y puede adquirir un Arma Perdida.

-En combate: Endrance tiene parámetros bastantes equilibrados. Como Blade Brandier, Endrance usa poderosas técnicas con la espada, superando en gran medida a Silabus. Es el combatiente con más HP de todos y posee una defensa física bastante notable, además de un SP muy alto para su rol. Sin embargo, es lento atacando y realizando artes. Además posee el poder de Macha y poder combatir contra otros usuarios Epitaph con mucha facilidad
- Pi, the Avenger (パイ Pai?) (Reiko Saeki)- Tribal Grappler: Es una chica fuerte e idolatra al maestro Yata, Pi cumple sus órdenes sin vacilación. Pi se une al grupo en el vol.1 después de conversar con Yata en Raven. En su primer encuentro con Haseo lo salva de Bordeaux quien estaba a punto de matarlo. Ella enseña a Haseo a utilizar su Avatar contra AIDA pero resulta infectada durante el entrenamiento perdiendo el control de su propio Avatar. Se une a Haseo y a Kuhn para salvar a Atoli de Tri-Edge logrando su misión pero dejando que AIDA domine The World. Gracias a Haseo, logra salvarse del mundo paralelo. Más adelante, es salvado por Haseo de ser un "Usuario Perdido" por Sakaki y Ovan. Ella controla al Avatar Tarvos the avenger (phase 7) y puede adquirir un Arma Perdida.

-En combate: Pi es muy rápida tanto en ataques como en artes debido a su rol Tribal Gappler. No es tan rápida como Alkaid, pero tiene un valor de HP bastante decente aunque unos SP algo pobres. Sus defensas son moderadas y equilibradas, pero sus artes son poderosas y de ataques múltiples. Además posee el poder de Tarvos y poder combatir contra otros usuarios Epitaph con mucha facilidad
- Ovan, the Rebirth (オーヴァン Ōvan?) -Steam Gunner: Fue el Guildmaster del antiguo guild llamado The Twilight Brigade (un guild con el objetivo de encontrar the Key of Twilight) y un viejo amigo de Haseo.Él es uno de los mayores misterios de este juego y además parece saber demasiado sobre los usuarios Epitaph y sobre AIDA. Su brazo izquierdo parece estar encerrado por algún tipo de dispositivo y no se da a conocer lo que hay debajo de él hasta el vol. 2. En este volumen también se revelan sus verdaderas intenciones y que controla al Avatar Cobernik the rebirth.

- Silabus (シラバス Shirabasu?) (Yuuichi Morino) - Blade Brandier: Es un entusiasta jugador de The World y uno de los primeros verdaderos amigos de Haseo. Silabus se une al grupo en el vol.1 después que Haseo vuelva a ser de nivel 1. Silabus era el líder del clan "Canard" enfocado en apoyar a los jugadores novatos en The World, pero le deja el liderazgo a Haseo, a quien ve más potencial como líder. Silabus juega a The World por diversión y es un guerrero poderoso, además de ser una persona carismática y sociable y que no se enoja fácilmente.

- En combate: Silabus es rápido en movimientos y en ataques, sus defensas son equilibradas al ser un Blade Brandier. Su SP no es muy elevado, pero esto lo compensa con buenas cantidades de HP y buena rapidez. Una de las mejores opciones durante el primer volumen.
- Gaspard (ガスパー Gasupaa?) (Kouta Maki) - Shadow Warlock: Un miembro de Canard que sigue siempre a Silabus y ayuda a los noobs (jugadores nuevos). Gaspard se une al grupo en el vol.1 junto con Silabus. A Gaspard le encanta jugar el juego de tarjetas de The World llamado Crimson VS. Gaspard  y es una persona bastante sensible y torpe. Al igual que Silabus, juega The World con el propósito de divertirse y pertenece al clan "Canard", que se dedica a apoyar a los jugadores novatos en The World.

-En combate: Gaspard es un mago negro y blanco a la vez. Como Shadow Warlock, Gaspard tiene buenas cantidades de SP, pero cantidades pobres de HP y defensas bajas. Es uno de los mejores magos durante el primer volumen, aunque es desplazado por Sakubo en niveles posteriores.
- Alkaid (揺光 Yōkō) (Chika Kuramoto) - Twin Blade: Es una exmiembro del clan "Icolo" y la ex-emperatriz del Demon Palace, además de una de las combatientes más orgullosas de todas. Alkaid se une al grupo en el vol.2 durante los inicios del segundo torneo de Lumina Cloth. Alkaid conoce a Haseo durante el primer torneo y es derrotada por él, pero su orgullo no le permite ser derrotada emocionalmente y lo confronta en el segundo volumen. Se convierte en su amiga, ya que Haseo prometió encontrar una forma de ayudar a su mejor amigo Sirius. Lamentablemente, Alkaid es Pkeada por Bordeaux, en busca de Haseo, y Alkaid se convierte en un "Usuario Perdido" muriendo en los brazos de Haseo y quedando en coma en la vida real. Haseo, inspirado por las palabras de Alkaid, busca a Endrance y lo salva para que este se una al grupo. Alkaid es salvada en el tercer volumen y se une al grupo de Haseo definitivamente.

-En combate: Alkaid es la combatiente más rápida del equipo al ser una Twin Blade. Su ataque físico no es tan alto al ser este compensado por su rapidez, pero sus defensas son muy altas. Aprende pocas magias, pero su SP es regularmente alto para su rol, al igual que su HP. Para aprovechar su máximo potencial, debe ser utilizada constantemente en el volumen 3. Una de las mejores opciones en el tercer volumen.
- Piros the 3rd  (ぴろし３, Piroshi 3) - Lord Partizan: Es un poderoso, pero egocéntrico jugador de The World. Piros the 3rd se une al grupo en el vol.1 después de que Haseo lo conoce en la Catedral de Hullenz Grantz. Piros the 3rd busca incansablemente a Tri-Edge para demostrar sus grandes poderes, pero nunca lo encuentra, aunque ayuda a Haseo a obtener pistas sobre él. Piros es bastante soberbio y con una autoestima muy alta, pero con un corazón de oro y que está dispuesto a ayudar a sus conocidos sin importar el riesgo.

-En combate: Piros the 3rd destaca por sus poderosos ataques múltiples y zonales al ser un Lord Partizan, además de sus artes rápidas y de bajo costo. Posee grandes cantidades de HP, aunque una cantidad de SP decente. Sus defensas son elevadas y su ataque físico también, pero no destaca en la magia.         
- Antares (大火 Taika?) (Mikihisa Ogata) - Blade Brandier: Es el creador y ex-líderde Icolo, un clansolo para los Emperadores del Demon Palace, Holy Palace y el Sage Palace., en donde Alkaid perteneció alguna vez. Antares se une al grupo en el vol.2, le da su correo personalmente a Haseo durante las celebraciones del segundo torneo. Antares perdió el trono del Sage Palace ante TaMhaku Él se convierte en el Maestro de Haseo para entrenarlo para los torneos de Lumina Cloth porque cree que Haseo puede acabar con la arrogancia de Icolo y lo ayuda a devolverle la fuerza que Haseo tuvo hace mucho tiempo. Ël es el responsable directo de los poderes de Haseo, aunque lo malo es que es un alcohólico compulsivo tanto en The World como en la vida real.

-En combate: Antares tiene buenas estadísticas, ataques físicos bastante moderados y una rapidez decente. Al ser un Blade Brandier tiene buenas habilidades con la espada, siendo uno de los combatientes más experimentados en el grupo, pero sus atributos no lo convierten en el mejor. Su HP como su SP son equilibradas y elevadas para su rol.
- Zelkova (欅 Keyaki?) - Flick Reaper: Es el líder de Moon Tree y el líder de la primera división, además del superior de Sakaki. Zelkova se une al grupo en el vol.3 tras la aparición de la ciudad prohibida Netslum. Él tiene una gran rivalidad con Sakaki debido a que no es tan famoso como Sakaki pese a haber creado Moon Tree. Moon Tree está dividida en 7 unidades o divisiones, lideradas por este. Zelkova es un hacker que conoce demasiado de sobre los usuarios Epitaph. Su verdadera identidad es desconocida en el mundo real.

-En combate: Zelkova es un Flick Reaper, una clase algo rara, dedicada a los ataques de medio y largo alcance en zona. A pesar de su aspecto, Zelkova posee la defensa física más alta del juego y atributos bastantes elevados para su rol. Su HP es alta y su SP es decente, además sus ataques son variados y rápidos que afectan a múltiples enemigos en áreas medianas y grandes.
- Matsu (松, Matsu, lit. "Pine")(Shingo Kudou) - Adept Rogue: Es el líder de la séptima división de Moon Tree y uno de los subordinados de Zelkova. Matsu se une al grupo en el vol.2, le da su correo personalmente a Haseo después de las incidentes de Sakaki en Moon Tree. Matsu fue en su tiempo uno de los PKs más poderosos, pero tuvo que renunciar a su espadón al ingresar a Moon Tree. Peleó contra Haseo en el primer torneo de Lumina Cloth y fue derrotado con honores. Desde entonces busca ser cada vez más fuerte para poder derrotar a su amienemigo (aunque más amigo) Haseo.

-En combate: Matsu destaca en el ataque a larga y corta distancia, ya que, al ser un Adept Rogue, puede ser versátil en el combate; aunque Matsu elige los roles de Steam Gunner y Edge Punisher. Sin embargo solo utiliza su rol de Stem Gunner. Matsu tiene un HP decente para su rol y unas estadísticas más equilibradas que Kuhn, aunque es un poco más lento que este. Sus defensas tanto físicas como mágicas son moderadas y equilibradas.
- Shino (志乃, Shino) Shino Nanao - Harvest Cleric:: Es la chica que Haseo busca resucitar tras su coma en la vida real a manos de Tri-Edge. Shino se une al grupo en el vol.3 después de acabar el juego. Shino fue una vez compañera de Haseo en la Twilight Brigade dirigida por Ovan en búsqueda de la llave crepuscular, con el tiempo Haseo y Shino desarrollaron vínculos muy cercanos y surgiendo así una gran amistad. Lamentablemente, es PKeada por Tri-Edge y queda en coma en la vida real. De esta manera, Haseo busca al legendario PK en busca de venganza y tratar de encontrar una manera de despertar a Shino. Es despertada en el volumen 3 y se une al grupo de Haseo definitivamente.

-En combate: Shino tiene parámetros elevados y medios. Su poder de curación como Harvest Cleric es muy elevado superando incluso al de Atoli, aunque también logra dominar ciertos hechizos de ataque. Debido a su rol sus defensas son bajas al igual que su HP, pero su SP es alto. Una de las ejores opciones en el volumen 3.
- Azure Flame Kite: (蒼炎のカイト, Sōen no Kaito)- ??? : Conocido en The World como el PK legendario Tri-Edge, Kite es un poderoso personaje y motivo de la búsqueda de Haseo en un intento de despertar a su amiga Shino. Kite se une al grupo en el vol.3 después de acabar el juego, Aina te da su correo junto con los de Orca y Balmung para poder reclutarlos. De muy pocas palabras y personalidad fría, Kite pertenece a los Tres Caballeros Andantes de The World conformada por Azure Balmung y Azure Orca buscando víctimas para poder PKearlas o  sino salvarlas de su pobre destino. Sigue las órdenes de la diosa Aura sin vacilación. Durante la primera parte del juego, Haseo lo confunde con el verdadero Tri-Edge por su apariencia desconociendo quién es verdaderamente Kite.

-En combate: Nunca se menciona el rol de Kite como luchador al ser su rol marcado como ???, sin embargo al ver su forma de luchar se puede deducir que es un Twin Blade. Los ataques de Kite son muy poderosos pero lentos Su cantidad de HP y SP son algo pobres pero son compensados con su alto poder físico y mágico y su increíble velocidad. Sus defensas son equilibradas pero se inclina más a la defensa física.
- Azure Sea Orca (蒼海のオルカ, Sōkai no Oruka)- ???: Es uno de los Tres Caballeros Andantes de The World junto con sus compañeros Azure Kite y Azure Balmung. Orca se une al grupo en el vol.3 después de acabar el juego, Aina te da su correo junto con los de Kite y Balmung para poder reclutarlos. Al igual que sus dos compañeros, Orca es sumamente callado y no habla a menos que se encuentre en combate. Busca víctimas para poder PKearlas o  sino salvarlas de su pobre destino. Sigue las órdenes de la diosa Aura sin vacilación.

-En combate: Nunca se menciona el rol de Orca como luchador al ser su rol marcado como ???, sin embargo al ver su forma de luchar se puede deducir que es un Blade Brandier. Orca destaca por su rapidez y agilidad con la espada, sus poderes son equilibrados destacando más en la fuerza física que en la mágica. Su HP y SP son moderadas y su rapidez es equitativa a la de Kite.
- Azure Rock Balmung (蒼天のバルムンク, Sōten no Barumunku) - ???: Es uno de los Tres Caballeros Andantes de The World junto con sus compañeros Azure Kite y Azure Orca. Balmung se une al grupo en el vol.3 después de acabar el juego, Aina te da su correo junto con los de Kite y Orca para poder reclutarlos. Al igual que sus dos compañeros, Orca es sumamente callado y no habla a menos que se encuentre en combate. Busca víctimas para poder PKearlas o  sino salvarlas de su pobre destino. Sigue las órdenes de la diosa Aura sin vacilación.

-En combate: Nunca se menciona el rol de Balmung como luchador al ser su rol marcado como ???, sin embargo al ver su forma de luchar se puede deducir que es un Blade Brandier. Balmung es un luchador experimentado en el uso de la espada. Su rapidez y eficacia al lanzar artes le convierten en uno de los Blade Brandier más temidos. Su HP y SP son elevadas al igual que su fuerza y su defensa física, aunque su defensa mágica y poder mágico son algo bajos.

## Desarrollo
El desarrollo para .hack//G.U. comenzó en octubre de 2002, hacia el final del ciclo de producción de la primera serie .hack, con el presidente de CyberConnect2, Hiroshi Matsuyama, como director. Se anunció por primera vez en junio de 2004 con el título provisional de "Proyecto G.U." En lugar de una secuela directa, CyberConnect2 la desarrolló como una serie independiente con algunas conexiones a la primera serie .hack que los jugadores nuevos aún pudiesen disfrutar. Algunos jugadores criticaron la cantidad de partes que tuvo en total aquella primera serie .hack. Como resultado, .hack//G.U. se compone de tres videojuegos en lugar de cuatro. La fecha de lanzamiento del primer videojuego se retrasó para coincidir con el inicio de su adaptación a manga y la serie anime complementaria. En Japón, los tres videojuegos se estrenaron el 18 de mayo de 2006, 28 de septiembre de 2006 y 18 de enero de 2007, respectivamente. En América del Norte, se estrenaron el 24 de octubre de 2006, el 8 de mayo de 2007 y el 10 de septiembre de 2007.
Gráfica y tecnológicamente, estos videojuegos presentan una mejora con respecto a la serie .hack original. Como serie, el escenario y el concepto presentados en estos videojuegos son más oscuros y maduros que antes. En términos de jugabilidad, .hack//G.U. se hizo más orientada a la acción que los primeros videojuegos .hack y Haseo podía conectar combos con otros personajes del grupo. Las interacciones entre los personajes fuera de The World se ampliaron para simular aún más la experiencia de jugar un MMORPG real. Esto se basó en .hack y la serie anime .hack//SIGN en el que los personajes tenían que abandonar The World para encargarse de "acontecimientos de la vida real". Matsuyama afirmó que Rebirth fue más largo que los cuatro videojuegos de la primera serie combinada y que los tres videojuegos .hack//G.U. no serían "tres partes de un mismo juego". A diferencia de la serie anterior donde la producción anime vinculada .hack//Liminality se incluyó como un DVD extra, el equipo de desarrollo optó por integrar la historia animada en webpisodios disponibles dentro del propio videojuego. Bandai también lanzó un "Terminal Disco" incluido junto con la edición especial de Rebirth, que amplía aún más la historia de trasfondo de la franquicia y cierra la brecha entre las dos series de videojuegos.

### Escenario
Así como .hack y .hack//Sign fueron concebidos como proyectos interconectados, Matsuyama quiso hacer lo mismo con .hack//G.U. y .hack//Roots. Esta vez, quería que presentaran al mismo personaje principal, Haseo. Sin embargo, fue difícil mantener la coherencia en la escritura en todos los proyectos. Matsuyama contrató a Tatsuya Hamazaki para que lo ayudara con este desafío debido a su experiencia trabajando en el proyecto .hack anterior. Hamazaki escribió el guion del videojuego para que el equipo pudiera concentrarse en desarrollarlo. Siguiendo el consejo de Hamazaki, dos equipos de redacción diferentes trabajaron en el videojuego y la serie anime simultáneamente. El segundo videojuego lleva el subtítulo "La voz que piensa en ti" en japonés; Matsuyama dice que esto se refiere a la red de relaciones entre personajes, incluyendo cómo Haseo recuerda la voz de Shino, cómo piensa Atoli de Haseo y, lo más importante, qué significa Ovan para Haseo.
Matsuyama ha declarado que el acrónimo "G.U." tiene doce significados relacionados con la trama de los videojuegos, pero el tema central es "growing up" (español:crecer) en muchos aspectos. Haseo crece como personaje a lo largo de la serie, desarrollando sus habilidades interpersonales y su mundanalidad. Matsuyama consideraba a Kite, el protagonista de los videojuegos anteriores, como un personaje amable y con el que uno mismo podía identificarse y, por lo tanto, quería que el videojuego nuevo presentara un tipo diferente de personaje principal. Por el contrario, Haseo comienza la serie con una personalidad vengativa similar a los personajes principales de mangas shonen que exhiben rasgos icónicos como "rabia, desesperación, conflicto, coraje y victoria".
Haseo y Ovan fueron diseñados por Seiichiro Hosokawa. Estos fueron las primeras creaciones de Hosokawa como novato en CyberConnect2. El personal le pidió al artista anterior Yoshiyuki Sadamoto que brindara comentarios de realimentación sobre esos personajes. Como resultado, algunas estéticas del diseño de Haseo que aparecen en los avances originales de los videojuegos fueron eliminadas del producto terminado. Haseo fue influenciado por Manji del manga Mugen no Jūnin de Hiroaki Samura, mientras que el diseño de Atoli era una mezcla entre la cultura occidental y oriental con una temática de aves que formaba su nombre y diseño. Para el diseño de la Xª forma de Haseo, su flequillo fue hecho para simbolizar su continua inmadurez. Haseo puede tener un romance con otros personajes durante el transcurso de los videojuegos. Aunque se suponía que Atoli sería la heroína principal, el equipo tuvo problemas al escribir de ella en los guiones hasta el punto de que el propio Matsuyama eligió otros personajes para tener un romance cuando se juega solo. Esto motivó a Matsuyama a hacerla más atractiva para el segundo capítulo de .hack//G.U..
Los dos protagonistas, Haseo y Atoli, fueron interpretados por Takahiro Sakurai y Ayako Kawasumi. Matsuyama se sorprendió por la actuación de Sakurai durante las batallas de Avatar donde Haseo grita para convocar a Skeith; como resultado, estos estaban entre los favoritos de Matsuyama. Kawasumi también disfrutó interpretando a su personaje en la serie. Otros actores importantes incluyen a Megumi Toyoguchi y Mitsuki Saiga. Kaori Nazuka repitió su papel de Shino de la serie anime .hack//Roots. Disfrutó el proceso debido a la amistad que formó con Sakurai y Hiroki Tōchi (Ovan) durante la grabación de la serie. Como en los videojuegos anteriores, Matsuyama aparece y proporciona la voz a un personaje en japonés, esta vez como Piros the 3rd.

### Remaster
Matsuyama se sintió motivado a remasterizar la trilogía bajo el título .hack//G.U. Last Recode en 2017, porque se acercaba el 15.º aniversario de la serie .hack y además los acontecimientos de .hack//G.U. transcurrían durante 2017. CyberConnect2 tenía como objetivo mejorar las imágenes de la trilogía original para adaptarlas a PlayStation 4. Querían crear algo que cumpliera con las expectativas de los aficionados. De ahí las modificaciones al juego para ofrecer algo que sea "fresco y nostálgico". Se agregó un modo de trampa para acelerar el progreso. Las peleas también fueron revisadas para aumentar su velocidad y reducir cualquier sentimiento estresante del producto original. Para mejorar los videojuegos, Last Recode emplea una resolución de 1080p con una imagen de pantalla ancha de 16:9 y 60 fps.
Matsuyama quería utilizar la remasterización como epílogo de la historia de Haseo y, para promocionarla aún más, el equipo diseñó una nueva forma de combate. El nuevo capítulo, Vol. 4//Reconnection, está destinado a resolver el cliffhanger al final de la trilogía original y concluir la historia de Haseo. La edición limitada japonesa incluía una serie de materiales complementarios que representan acontecimientos que transcurren después del final de los videojuegos, incluido un CD drama sobre el empleo de Haseo trabajando para Pi mientras también cuidaba de Ovan en coma, una novela ligera enfocada en el elenco secundario y un OVA de Bee Train, .hack///G.U. Returner.
.hack//G.U. Last Recode se estrenó para Microsoft Windows y PlayStation 4 el 1 de noviembre de 2017 en Japón y el 3 de noviembre de 2017 en América del Norte y Europa. CyberConnect2 también consideró un lanzamiento para Nintendo Switch debido a la gran popularidad del sistema, pero Bandai Namco rechazó sus ofertas, citando inconvenientes de costos de portabilidad y perspectivas de ventas; Matsuyama también mencionó la "relación de larga data con Sony" y la historia de exclusividad de la serie .hack para las consolas PlayStation como posibles razones. La versión de Nintendo Switch finalmente se anunció en diciembre de 2021 y salió a la venta en todo el mundo el 10 de marzo de 2022.

### Música
hack//G.U. Game Music O.S.T. y .hack//G.U. Game Music O.S.T. 2 son las bandas sonoras de los videojuegos de .hack//G.U.. El primer CD contiene 62 composiciones de Rebirth, mientras que el segundo contiene 58 composiciones de Reminisce y Redemption. Ambas bandas sonoras vienen con un tercer CD con características especiales, como tráileres de videojuegos, fondos de pantalla y clips de voz. Chikayo Fukuda volvió a componer la música de la serie. Mitani Tomoyo interpretó los temas musicales principales de los tres videojuegos. Patrick Gann de RPGFan elogió el sonido más maduro de Fukuda y notó un mayor énfasis en las pistas vocales que antes. Elogió el uso del piano como instrumento clave y encontró que esta banda sonora era en general más memorable. Gann también apreció la amplia variedad de estilos, desde "temas de personaje atolondrados" y "temas de batallas duros como una roca" hasta "hermosos solos de piano".
.hack//G.U. Game O.S.T.

| Disc 1 |                                       |          |  |
| N.º    | Título                                | Duración |  |
| 1.     | «Title»                               | 1:39     |  |
| 2.     | «Desktop»                             | 1:33     |  |
| 3.     | «Top Page»                            | 1:51     |  |
| 4.     | «Eternal City Mac Anu»                | 2:51     |  |
| 5.     | «Hy Brasail, the Isle of Kings»       | 2:10     |  |
| 6.     | «Warring City Lumina Cloth»           | 2:29     |  |
| 7.     | «Town Shop»                           | 1:58     |  |
| 8.     | «Prairie - Clear»                     | 2:39     |  |
| 9.     | «Prairie - Cloudy»                    | 2:36     |  |
| 10.    | «Prairie - Evening»                   | 2:41     |  |
| 11.    | «Shinto Shrine»                       | 3:16     |  |
| 12.    | «Cave»                                | 3:10     |  |
| 13.    | «Battle»                              | 2:25     |  |
| 14.    | «Battle Victory»                      | 0:51     |  |
| 15.    | «Beast God Statue»                    | 2:15     |  |
| 16.    | «Doppelganger»                        | 0:54     |  |
| 17.    | «Boss Battle»                         | 2:32     |  |
| 18.    | «Arena - Lobby»                       | 1:48     |  |
| 19.    | «Arena - Entrance»                    | 1:58     |  |
| 20.    | «Arena - Red Demon Palace»            | 2:47     |  |
| 21.    | «Arena - Victory»                     | 0:43     |  |
| 22.    | «Canard»                              | 2:17     |  |
| 23.    | «Raven»                               | 2:00     |  |
| 24.    | «Kestrel»                             | 2:27     |  |
| 25.    | «Moon Tree»                           | 2:46     |  |
| 26.    | «Icolo»                               | 2:05     |  |
| 27.    | «Online Jack 1»                       | 0:20     |  |
| 28.    | «Online Jack 2»                       | 0:32     |  |
| 29.    | «Online Jack 3»                       | 1:02     |  |
| 30.    | «Fly, Mecha-Grunty!»                  | 2:12     |  |
| 31.    | «Cernunnos Appears»                   | 1:25     |  |
| 32.    | «Abyss Quest Battle»                  | 3:46     |  |
| 33.    | «Yasashii Ryoute» (versión en inglés) | 4:15     |  |

| Disc 2 |                                                   |          |  |
| N.º    | Título                                            | Duración |  |
| 1.     | «Dawn Flight ~Opening Loop Demo Vol. 1~»          | 1:53     |  |
| 2.     | «Welcome to The World»                            | 1:09     |  |
| 3.     | «Are You a Newbie?»                               | 1:43     |  |
| 4.     | «Terror of Death»                                 | 2:08     |  |
| 5.     | «Arche Koeln Waterfall»                           | 1:58     |  |
| 6.     | «Laughing Fangs»                                  | 1:32     |  |
| 7.     | «Dead World of Indieglut Lugh»                    | 1:51     |  |
| 8.     | «Serpent of Lore ~Yata's Theme~»                  | 1:51     |  |
| 9.     | «May I Help You?»                                 | 1:56     |  |
| 10.    | «Big Sis and Me ~Sakubo's Theme~»                 | 2:25     |  |
| 11.    | «The Epitaph is Told ~Ovan's Theme~»              | 2:10     |  |
| 12.    | «The Greatest Love ~Endrance's Theme~»            | 2:10     |  |
| 13.    | «Sakaki of the Council of Seven ~Sakaki's Theme~» | 2:30     |  |
| 14.    | «Grima Raef Cathedral»                            | 2:21     |  |
| 15.    | «Slow Doberman ~Piros the 3rd's Theme~»           | 3:22     |  |
| 16.    | «A Victory That Must Be Grasped»                  | 2:41     |  |
| 17.    | «I'm Right Here»                                  | 2:49     |  |
| 18.    | «AIDA»                                            | 2:27     |  |
| 19.    | «The Whereabouts of "Power" ~VS Tarvos~»          | 3:31     |  |
| 20.    | «Worried Girl»                                    | 1:36     |  |
| 21.    | «Morrigu Barrow Wall»                             | 2:38     |  |
| 22.    | «Two People's Differences ~VS Magus~»             | 2:51     |  |
| 23.    | «To Lose Resolve»                                 | 3:25     |  |
| 24.    | «"She" ~VS Macha~»                                | 2:46     |  |
| 25.    | «Victory Party»                                   | 2:15     |  |
| 26.    | «Honeysuckle ~Shino's Theme~»                     | 1:08     |  |
| 27.    | «Everything In These Hands»                       | 4:04     |  |
| 28.    | «Yasashii Ryoute» (versión en japonés)            | 4:14     |  |
| 29.    | «Swaying Emotions»                                | 3:38     |  |

.hack//G.U. Game O.S.T. 2

| Disc 1 |                                                           |          |  |
| N.º    | Título                                                    | Duración |  |
| 1.     | «Over the Mountains ~Opening Loop Demo Vol. 2~»           | 2:05     |  |
| 2.     | «Desert - Clear»                                          | 2:32     |  |
| 3.     | «Desert - Cloudy»                                         | 2:25     |  |
| 4.     | «Desert - Evening»                                        | 2:25     |  |
| 5.     | «Celestial City Dol Dona»                                 | 2:39     |  |
| 6.     | «Double Prayer ~VS Gorre~»                                | 2:56     |  |
| 7.     | «Collapse of the Moon ~Eclipse~»                          | 1:45     |  |
| 8.     | «Cobalt Oath ~Arena Holy Palace~»                         | 2:41     |  |
| 9.     | «Wailing Capital Wald Uberlisterin»                       | 2:10     |  |
| 10.    | «Coite-Bodher Battlefield»                                | 2:45     |  |
| 11.    | «To You, Dear»                                            | 3:55     |  |
| 12.    | «Sugar Mansion Sif Berg»                                  | 2:10     |  |
| 13.    | «Our Hero! Piros the 3rd! ~Piros the 3rd's Theme Part 2~» | 2:19     |  |
| 14.    | «Corridor»                                                | 2:24     |  |
| 15.    | «The Casting Off of Ideals»                               | 2:31     |  |
| 16.    | «Here "I" Am»                                             | 1:59     |  |
| 17.    | «Here I Come ~VS Innis~»                                  | 3:16     |  |
| 18.    | «Briona Gwydion the Dragonbein Range»                     | 1:40     |  |
| 19.    | «Inverted City Megin Fi»                                  | 1:50     |  |
| 20.    | «Dark Infection ~VS Corbenik~»                            | 2:50     |  |
| 21.    | «The Whereabouts of Truth»                                | 4:50     |  |
| 22.    | «Speed-Boy»                                               | 2:20     |  |
| 23.    | «Puchi Running»                                           | 2:06     |  |
| 24.    | «Winning Cheer»                                           | 1:07     |  |
| 25.    | «We! The Grunties!!»                                      | 2:06     |  |
| 26.    | «Great Temple of Caerleon Medb»                           | 2:41     |  |
| 27.    | «Gob Gob Gob! ~Theme of the Golden Goblins~»              | 1:29     |  |
| 28.    | «Listen to What I Say! ~Negimaru's Theme~»                | 1:34     |  |
| 29.    | «Tactics Time»                                            | 1:58     |  |
| 30.    | «Heart of Crimson»                                        | 1:56     |  |

| Disc 2 |                                                                        |          |  |
| N.º    | Título                                                                 | Duración |  |
| 1.     | «Eight Phases Illusions ~Opening Loop Demo Vol. 3~»                    | 1:48     |  |
| 2.     | «No More Shallow Dreams ~Aina's Theme~»                                | 2:04     |  |
| 3.     | «Avatar Space»                                                         | 3:00     |  |
| 4.     | «Aim for the Sky ~Arena Sage Palace~»                                  | 2:23     |  |
| 5.     | «Dual City Breg Epona»                                                 | 2:56     |  |
| 6.     | «A Sea of Trees»                                                       | 2:37     |  |
| 7.     | «Nobody Knows ~Zelkova's Theme~»                                       | 1:53     |  |
| 8.     | «Chain of Fate ~VS Fidchell~»                                          | 2:50     |  |
| 9.     | «The Brilliant Justice Will Never Fade ~Piros the 3rd's Theme Part 3~» | 2:54     |  |
| 10.    | «Net Slum Tartarga»                                                    | 2:11     |  |
| 11.    | «Timeless Homeland»                                                    | 1:42     |  |
| 12.    | «The Hope of Dawn»                                                     | 2:10     |  |
| 13.    | «Eight Keys»                                                           | 2:15     |  |
| 14.    | «Final Overture»                                                       | 1:54     |  |
| 15.    | «The Third Crisis ~VS Cubia~»                                          | 3:24     |  |
| 16.    | «Full Force ~VS Cubia Core~»                                           | 2:54     |  |
| 17.    | «Final Bout ~VS Frenzied Cubia Core~»                                  | 3:03     |  |
| 18.    | «You Were Smiling Softly»                                              | 5:12     |  |
| 19.    | «Dimming Dawn»                                                         | 5:39     |  |
| 20.    | «And the Bells of Fortune Ring»                                        | 1:43     |  |
| 21.    | «The Path You and I Walk»                                              | 1:12     |  |
| 22.    | «To Love?!»                                                            | 1:16     |  |
| 23.    | «World of Sin Ran Hati»                                                | 1:45     |  |
| 24.    | «Forest of Pain»                                                       | 2:44     |  |
| 25.    | «Riddle of the Creator ~Harald's Theme~»                               | 2:42     |  |
| 26.    | «Proto Gurah's Appearance»                                             | 2:14     |  |
| 27.    | «Evil Machine»                                                         | 1:51     |  |
| 28.    | «The Brilliant Justice Will Never Fade ~Another Ver.~» (pista oculta)  | 4:20     |  |

## Multimedias relacionadas
Como parte de una franquicia multimedia más amplia, estos videojuegos han inspirado una variedad de novelas, mangas y películas posteriores. Una serie de televisión de anime ambientada antes de los acontecimientos de .hack//G.U. fue producida por Bee Train bajo el título de .hack//Roots. La serie describe las primeras experiencias de Haseo jugando a The World. Duró veintiséis episodios que se emitieron en Japón entre el 5 de abril y el 26 de septiembre de 2006. .hack//G.U.+ sirve como una adaptación manga de la historia de los videojuegos. Fue publicado en la revista .hack//G.U.: The World a partir de noviembre de 2005 con ilustraciones de Yuzuka Morita e historia de Tatsuya Hamazaki. Fue recopilado en un total de cinco volúmenes de tankōbon publicados por Kadokawa Shoten entre el 26 de junio de 2006 y el 23 de marzo de 2009.Tokyopop obtuvo la licencia de la serie para su publicación en inglés en junio de 2007 y publicó todos sus volúmenes, del 12 de febrero de 2008 al 1 de septiembre de 2009.
Una serie de novelas escrita por Tatsuya Hamazaki e ilustradas por Yuzuka Morita del mismo nombre vuelve a contar la historia de los videojuegos con ligeras modificaciones, como representar a Epitaphs PCs como armas en lugar de avatares físicos y una mayor exploración del trasfondo de Haseo. Kadokawa Shoten publicó cuatro volúmenes entre el 1 de abril de 2007 y el 1 de agosto de 2008. Tokyopop publicó las novelas en América del Norte entre el 10 de febrero de 2009 y el 26 de abril de 2011. CyberConnect2 también produjo .hack//G.U. Trilogy, una adaptación cinematográfica animada que resume la historia para atraer a los jugadores que no tendrían tiempo para jugar los tres videojuegos. La película se proyectó por primera vez en Japón en un cine de Tokio en diciembre de 2007. Bandai Visual la distribuyó posteriormente en formato DVD y Blu-ray el 25 de marzo de 2008. En mayo de 2011, Bandai Entertainment anunció que había obtenido la licencia de la película para su estreno en inglés, pero solo con audio japonés acompañado de subtítulos en inglés el 18 de agosto de 2009. Tras el cierre de Bandai Entertainment, Funimation anunció durante San Diego Comic-Con 2013 que había adquirido los derechos de cuatro títulos de .hack, incluido .hack//G.U. Trilogy. La secuela de estos videojuego fue .hack//Link, un videojuego de PlayStation Portable cuyos acontecimientos transcurren tres años en el futuro con una nueva versión de The World.